# Gymnothorax prismodon
Gymnothorax prismodon és una espècie de peix de la família dels murènids i de l'ordre dels anguil·liformes.

## Morfologia
Els mascles poden assolir els 49,7 cm de longitud total.

## Distribució geogràfica
Es troba a Kiribati, Hawaii i les Illes Marqueses.